# 3612 Peale
3612 Peale eller 1982 TW är en asteroid i huvudbältet som upptäcktes den 13 oktober 1982 av den amerikanske astronomen Edward L.G. Bowell vid Anderson Mesa Station. Den är uppkallad efter den amerikanske astronomen Stanton J. Peale.
Asteroiden har en diameter på ungefär 11 kilometer och den tillhör asteroidgruppen Nysa.